# قطعنامه ۹۳۴ شورای امنیت
قطعنامه ۹۳۴ شورای امنیت سازمان ملل متحد که در تاریخ ۳۰ ژوئن ۱۹۹۴ تصویب شد، سندی بین‌المللی دربارهٔ آبخاز، گرجستان است. این قطعنامه طی نشست ۳۳۹۸ام با ۱۵ رای موافق، ۰ مخالف و ۰ ممتنع تصویب شد.